# Fade (Cloudkicker)
Fade è il quinto album del musicista statunitense Cloudkicker, pseudonimo dietro il quale si cela Benjamin Sharp.

## Il disco
L'album è disponibile su supporto CD, su vinile, su musicassetta o come Digital Album, acquistabile gratis o con offerta libera. 

Anche in questo disco Ben Sharp ha lavorato in totale autonomia, suonando anche tutti gli strumenti.
Fade si presenta come un'evoluzione di Let Yourself Be Huge, tendendo a conciliare gli elementi post-rock di quest'ultimo con il suono più duro e incisivo dei suoi album precedenti, legati al Progressive Metal. L'album è composto da 8 brani (7+1 bonus track), tutti collegati tra loro. I pezzi sono più lunghi rispetto al disco precedente, per cui Fade arriva a toccare i 42 minuti totali di musica. Anche questa volta l'album è totalmente strumentale, a differenza del precedente, dove era presente una piccola parte cantata da Sharp.

## Tracce
Tutti i pezzi sono scritti e suonati da Ben Sharp.
1. From The Balcony - 04:40
2. The Focus - 03:12
3. Seattle - 10:18
4. Garage Show - 02:38
5. LA After Rain - 06:30
6. Making Will Mad - 06:01
7. Our Crazy Night - 08:09
8. Cloud-hidden, Whereabouts Unknown (Bonus Track) - 02:18

## Curiosità
• L'ultimo minuto di Our Crazy Night riprende la melodia di This Isn't, settima traccia di Let Yourself Be Huge.
• Nella Bonus track è nascosto un messaggio nello spettro sonoro della canzone.

## Formazione
- Benjamin Sharp - chitarra, basso, batteria, sintetizzatore